# Escuela del Aire

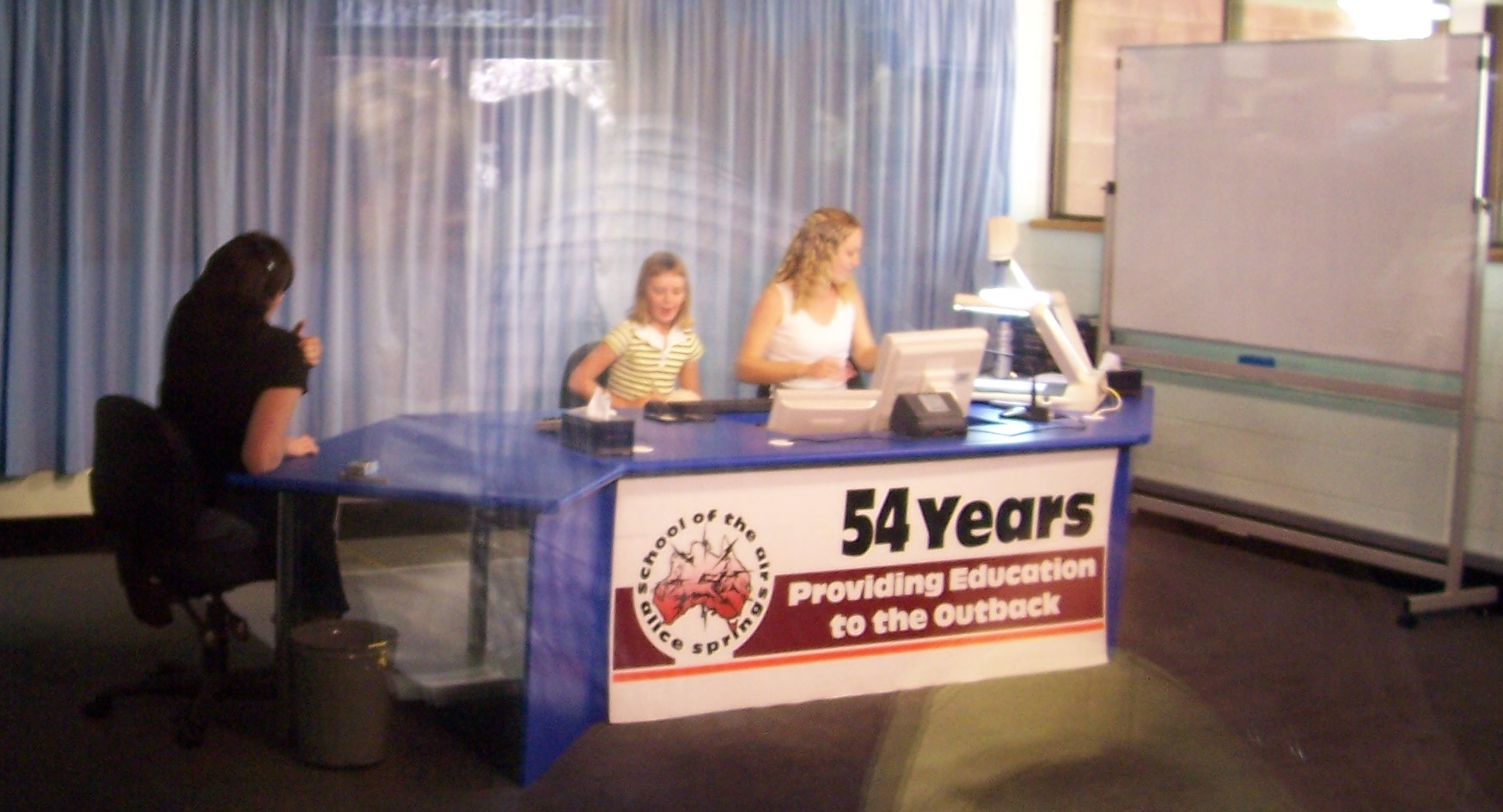
Estudio de la Escuela del Aire en Alice Springs en 2005.

Escuela del Aire (School of the Air en inglés) es un término genérico que refiere a las escuelas por correspondencia y la educación secundaria para niños en zonas remotas y Outback de Australia donde algunas o todas las clases son dictadas a través de la radio, a pesar de que este medio está siendo desplazado por el Internet. En estas áreas, la población en edad escolar es muy baja, por lo cual no es viable la construcción de escuelas. La Escuela del Aire utiliza estas tecnologías de comunicación para tener un contacto diario entre los estudiantes, los tutores en los hogares (a menudo los padres) y los maestros. Se trata de un tipo de educación a distancia.

## Historia
La primera emisión de una "escuela del aire" fue transmitida por the Royal Flying Doctor Service en Alice Springs el 8 de junio de 1951. El servicio celebró su 50° aniversario el 9 de mayo de 2001. Cada estado de Australia que utiliza este medio de educación ha documentado opiniones e información general del servicio.

## Método
Hay clases de "escuelas del aire" en todos los estados excepto en Tasmania.
Las clases de la escuela se llevaron a cabo a través de radio de onda corta desde 2003 hasta 2009, después de lo cual la mayoría de las escuelas cambiaron a las tecnologías inalámbricas de Internet para impartir clases que incluyen transmisiones de vídeo en directo en un solo sentido y audio claro en ambos sentidos.
Cada estudiante tiene contacto directo con un profesor en Broken Hill, Alice Springs o Meekatharra. Cada estudiante típicamente dedica una hora por día recibiendo clases individuales o grupales de un profesor y el resto del día trabajando con sus materiales asignados con alguno de los padres, hermano mayor o preceptor.
Tradicionalmente los estudiantes reciben sus materiales para luego devolver sus trabajos escritos y proyectos a sus respectivos centros de actividad utilizando el Royal Flying Doctor Service o el servicio de la oficina postal. Sin embargo el uso de internet en el outback da la posibilidad de revisar de manera más rápida la tarea de los niños.
Como los niños se encuentran en situación de aislamiento, la "escuela del aire" es frecuentemente la primera instancia para socializar con individuos fuera de su familia inmediata. Esto es gracias a que se realizan 3 o 4 reuniones donde los niños viajan a la escuela a pasar una semana con su profesor y condiscípulos.
Los estudios han demostrado que este tipo de educación tiene una paridad, si no mejor que el método tradicional de escolarización.

## Escuelas del Aire
- Mount Isa, Queensland
- Charters Towers, Queensland
- Longreach, Queensland
- Charleville School of Distance Education, Queensland
- Cairns, Queensland
- Katherine, Territorio del Norte
- Alice Springs, Territorio del Norte
- Broken Hill, Nueva Gales del Sur
- Tibooburra, Nueva Gales del Sur
- Port Hedland, Australia Occidental
- Port Augusta, Australia del Sur
- Kimberley, Australia Occidental
- Carnarvon, Australia Occidental
- Kalgoorlie, Australia Occidental
- Meekatharra, Australia Occidental
- Victoria